# Sam Garba Okoye
Sam Garba Okoye   (Nigèria, 22 de desembre de 1948 - Nigèria, 31 de juliol de 1978) fou un futbolista nigerià de la dècada de 1960.
Fou internacional amb la selecció de futbol de Nigèria. Pel que fa a clubs, destacà a Mighty Jets F.C..
Fou entrenador de Plateau State Sports Council entre 1974 i 1978.